# Herbert-Schraube

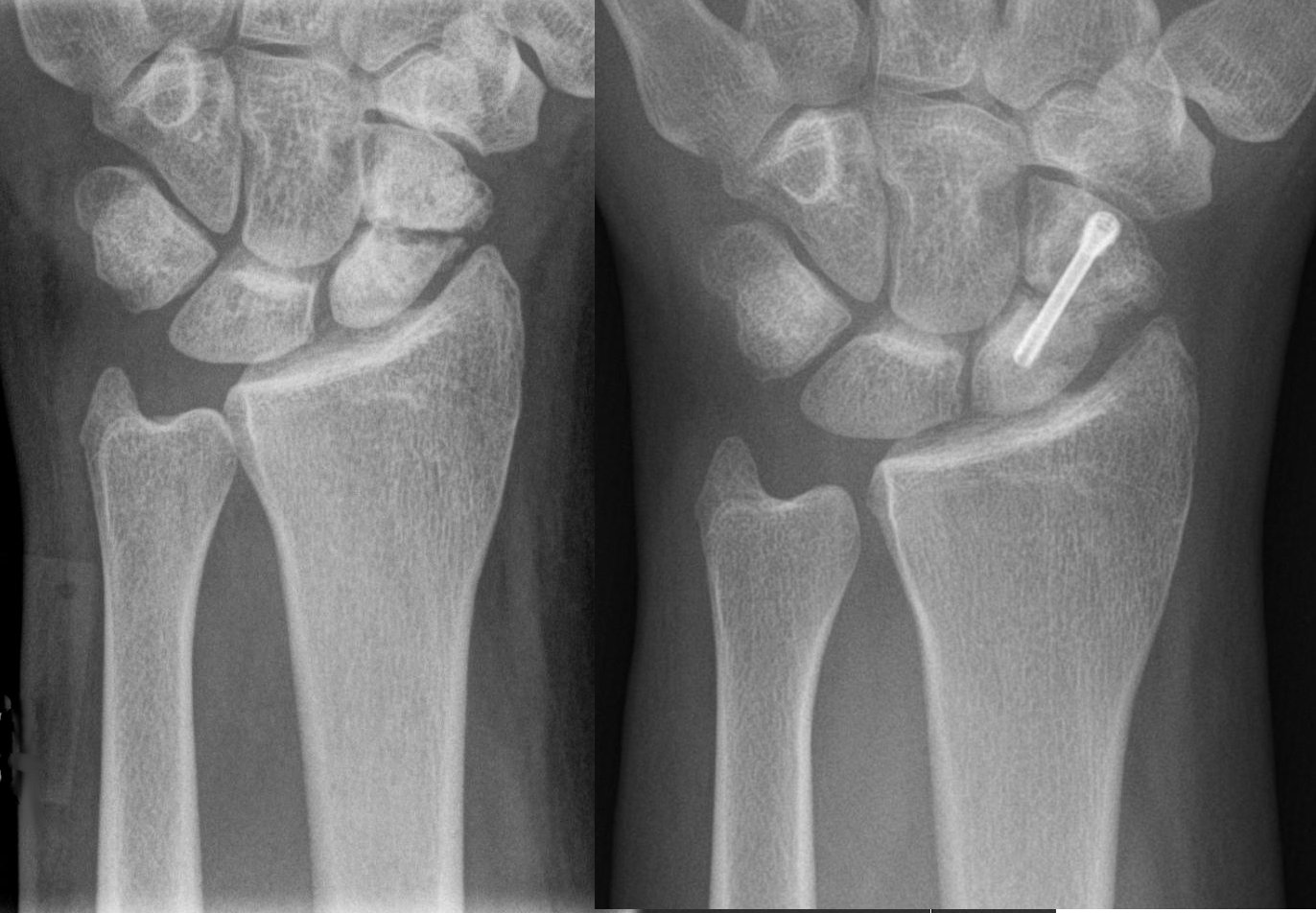
Kahnbein-Pseudarthrose (linkes Bild) und Versorgung mit Herbert-Schraube (rechts)

Die Herbert-Schraube ist ein Spezialimplantat, das in der Medizin zur osteosynthetischen Versorgung des Kahnbeins im Rahmen eines Kahnbeinbruches oder einer Kahnbeinpseudarthrose verwendet wird. Sie wurde von Timothy James Herbert zusammen mit W. E. Fisher Ende der 1970er-Jahre entwickelt.

## Prinzip
Die Herbert-Schraube besteht aus einem Schraubenschaft und kurzen Gewinden am Anfang und am Ende (Doppelgewindeschraube), deren beider Durchmesser etwas größer ist als der des Schraubenschaftes; ein Schraubenkopf fehlt, um sie einfacher vollständig im Knochen platzieren zu können. Die Schraube ist hohl („kanüliert“) und auf der distalen Seite mit einem Innensechskant versehen, um sie über einen Führungsdraht (Kirschnerdraht) mit einem speziellen Werkzeug einschrauben zu können. Damit eine axiale Zugkraft auf die Fragmente entsteht, ist die Gewindesteigung am proximalen Gewinde kleiner als am distalen, sodass das distale Fragment mechanisch an das proximale beim Einschrauben herangezogen wird (Zugschraube). Dadurch entsteht ein die Bruchheilung begünstigender Druck auf den Bruchspalt (interfragmentäre Kompression).

## Verwendung
Bei der Operation wird zunächst das gebrochene Kahnbein reponiert und sofern notwendig fixiert, dann wird die Schraube eingebracht. Bei der Pseudarthrose ist in der Regel ergänzend eine Knochentransplantation notwendig, um eine stabile Ausheilung zu ermöglichen. Die Herbert-Schraube kann – muss aber meist nicht – später wieder entfernt werden.